# Sylvain Guintoli
Sylvain Guintoli   (Montelaimar, 24 de juny de 1982) és un pilot de motociclisme occità que va destacar en competició internacional durant les dècades del 2010 i 2020. El 2014 va guanyar el campionat del Món de Superbike i el 2021, el campionat del Món de resistència

## Carrera esportiva

### Primers anys
L'any 2000, Guintoli va guanyar el Campionat de França i va quedar tercer al Campionat d'Europa de 250cc amb una Honda. Aquell any mateix va debutar al mundial de velocitat com a wildcard (comodí) al Gran Premi de França, cursa que no va poder acabar.

### 250cc
El 2001 va competir més regularment al mundial de 250cc amb una Aprilia i acabà la temporada en catorzè lloc final. El 2002 hi va fer una única aparició com a comodí a la categoria de MotoGP del Gran Premi de la República Txeca, tot i que amb una Yamaha YZR500 de l'equip Yamaha Tech 3. El 2003 tornà a pilotar una Aprilia RSV 250 de l'equip Campetella Racing a la categoria de 250cc, on va quedar desè i va aconseguir el seu primer podi (al Gran Premi dels Països Baixos).
Les temporades del 2004 i 2005 va continuar a la mateixa categoria i amb la mateixa moto, acabant el mundial en la catorzena i desena posició respectivament. El 2006 va córrer amb el dorsal 50, de nou en un equip Aprilia i amb Jules Cluzel com a company d'equip. Va acabar el campionat en la novena posició.

### MotoGP

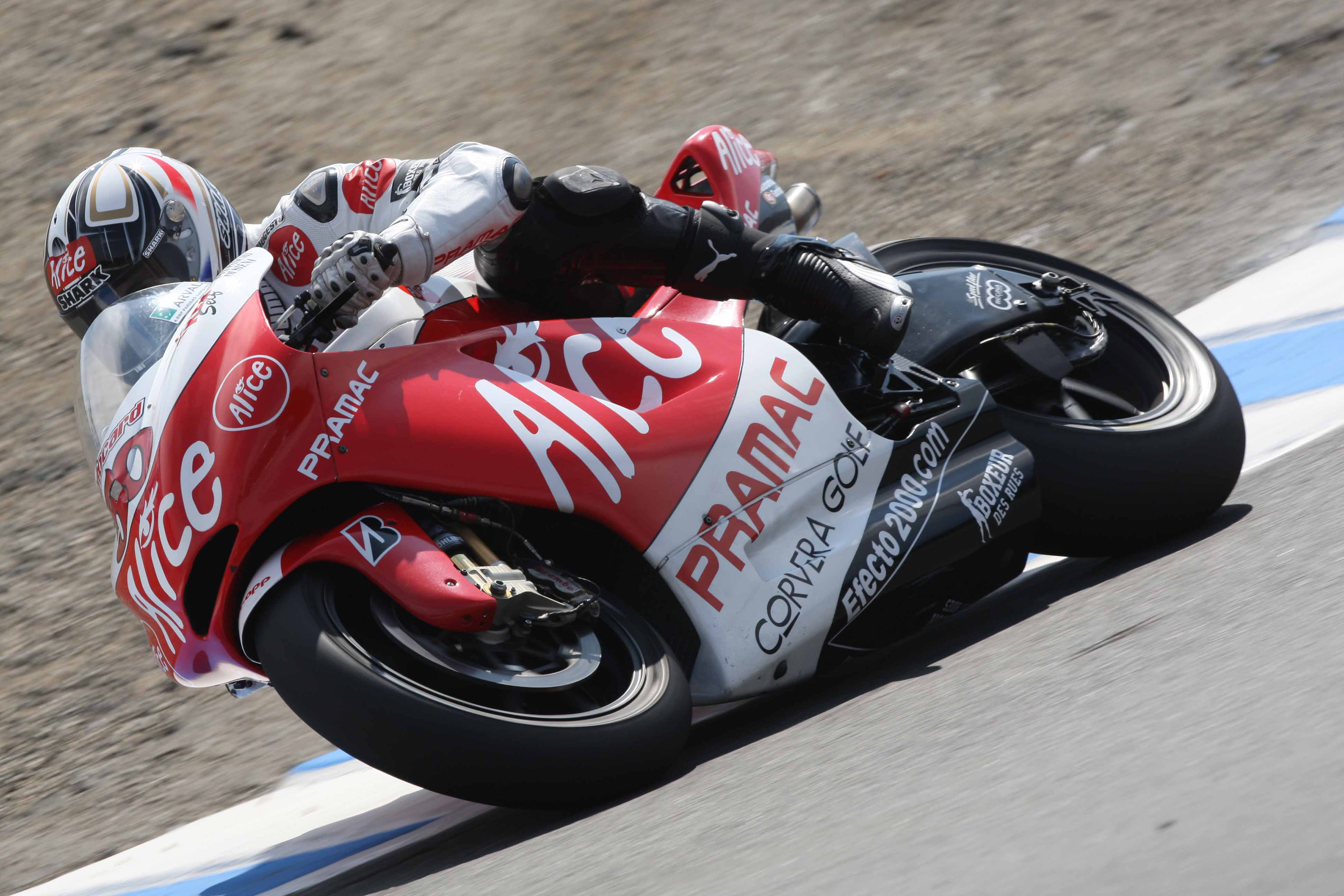
A Laguna Seca el 2008

La temporada del 2007 va tornar a córrer a MotoGP amb l'equip francès Yamaha Tech 3, on tingué com a company d'equip Makoto Tamada. Va acabar la temporada en la setzena posició final.
El 2008 va canviar a Ducati en entrar a l'Alice Team de Luis D'Antin, on tingué de company Toni Elías. Va acabar el mundial en la tretzena posició final.

### Mundial de Superbike
El 2009,  Guintoli va passar al campionat britànic de Superbike, on va córrer amb la Suzuki GSX-R1000 de l'equip Crescent Suzuki. El 12 d'octubre d'aquell any es va anunciar que participaria en el Campionat del Món de Superbike del 2010 amb una Suzuki GSX-R1000 de l'equip Suzuki Alstare. Aquell primer any complet al mundial de Superbike va anotar punts en totes les curses del calendari (tret de la primera cursa de la ronda francesa, on va ser desqualificat per no haver respectat el ride through, una sanció que implica entrar a boxs a poc a poc) i va acabar el campionat en la setena posició.

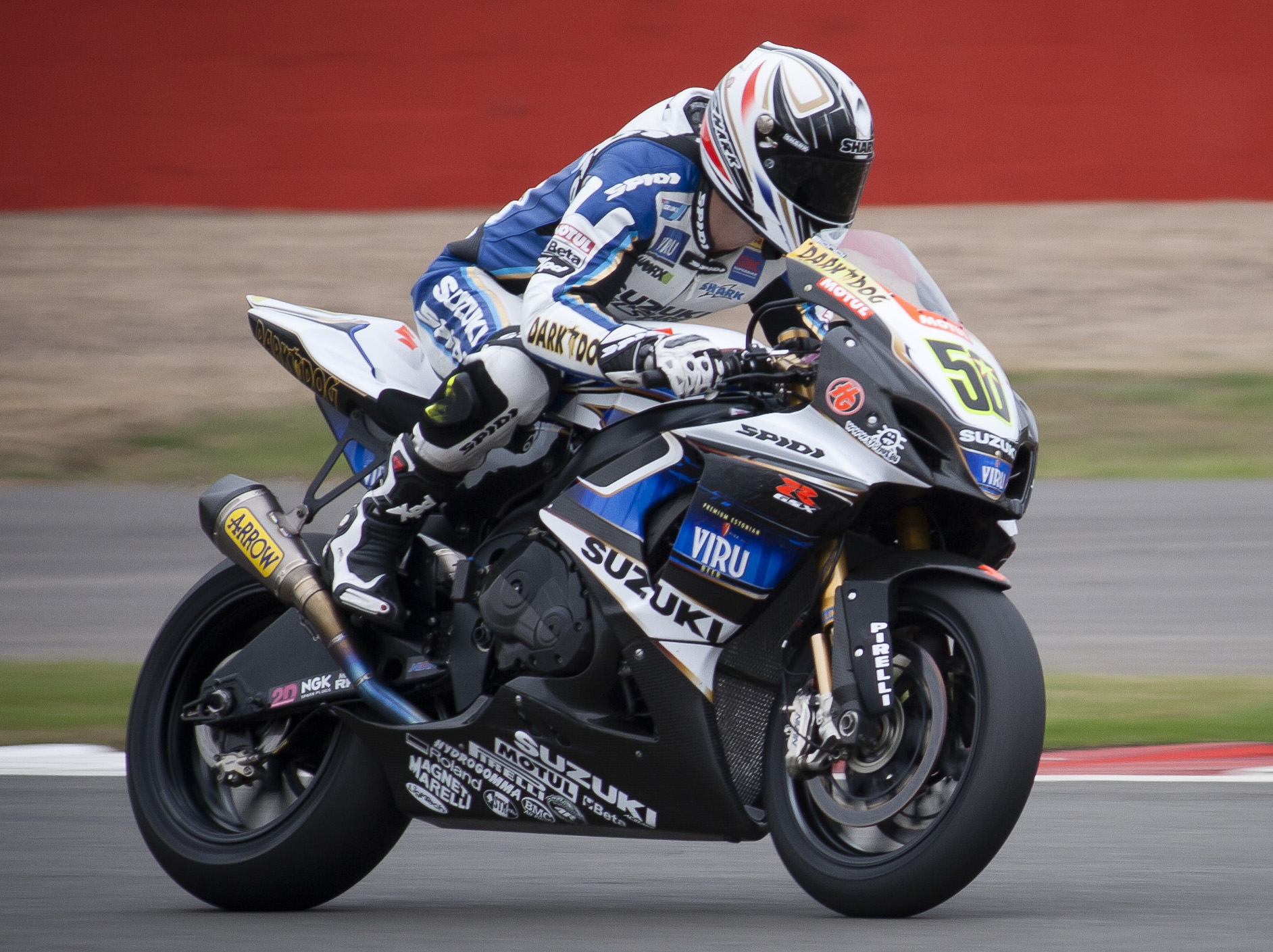
Guintoli el 2010 amb la Suzuki GSX-R1000 de l'equip Alstare

El 2011 va canviar a la Ducati 1098R de l'equip Effenbert - Liberty Racing i va aconseguir el tercer lloc al circuit de Miller. Aquella mateixa temporada va substituir el lesionat Loris Capirossi a MotoGP amb la Ducati Desmosedici GP11 de l'equip Pramac Racing al Gran Premi d'Alemanya. El 2012 va aconseguir tres victòries al mundial de Superbike en una temporada plena d'alts i baixos.
De cara al 2013 va ser contractat per l'equip Aprilia Racing per a pilotar l'Aprilia RSV4 Factory (la moto que havia dut Max Biaggi l'any anterior). L'equip el va renovar per a la temporada del 2014 i el 2 de novembre d'aquell any es va proclamar campió del món de Superbike, superant el vigent campió Tom Sykes a Qatar. D'aquella temporada en destaca el fet que Guintoli va completar totes les curses del calendari i hi acabà sempre entre els 10 primers.
De cara al 2015 va entrar a l'equip Pata Honda per a córrer amb l'Honda CBR1000RR SP com a company d'equip de Michael van der Mark, el vigent guanyador del Campionat del Món de Supersport. Tot i haver-hi dos campions del món a l'equip, la moto es mostrà poc competitiva i Guintoli no fou capaç de defensar el seu títol, havent-se de conformar amb la sisena posició final. L'única satisfacció de la temporada fou el podi obtingut a Magny-Cours, en condicions de pista parcialment humida.
El 2016 canvià a l'equip Pata Yamaha per a pilotar la YZF-R1 al costat d'Alex Lowes. Durant la Superpole 2 de la ronda d'Imola va caure i va patir una lleugera fractura al mal·lèol esquerre i, per tant, es va haver de perdre aquella ronda i les següents. El seu lloc a l'equip el va ocupar primer Cameron Beaubier i després Niccolò Canepa. Guintoli va tornar a l'equip a mitjans de setembre per a la ronda d'Alemanya, a Lausitzring. Va poder acabar tercer a Qatar, obtenint el primer podi de la temporada per a Yamaha, i va acabar la temporada a l'onzena posició.

### Retorn a MotoGP

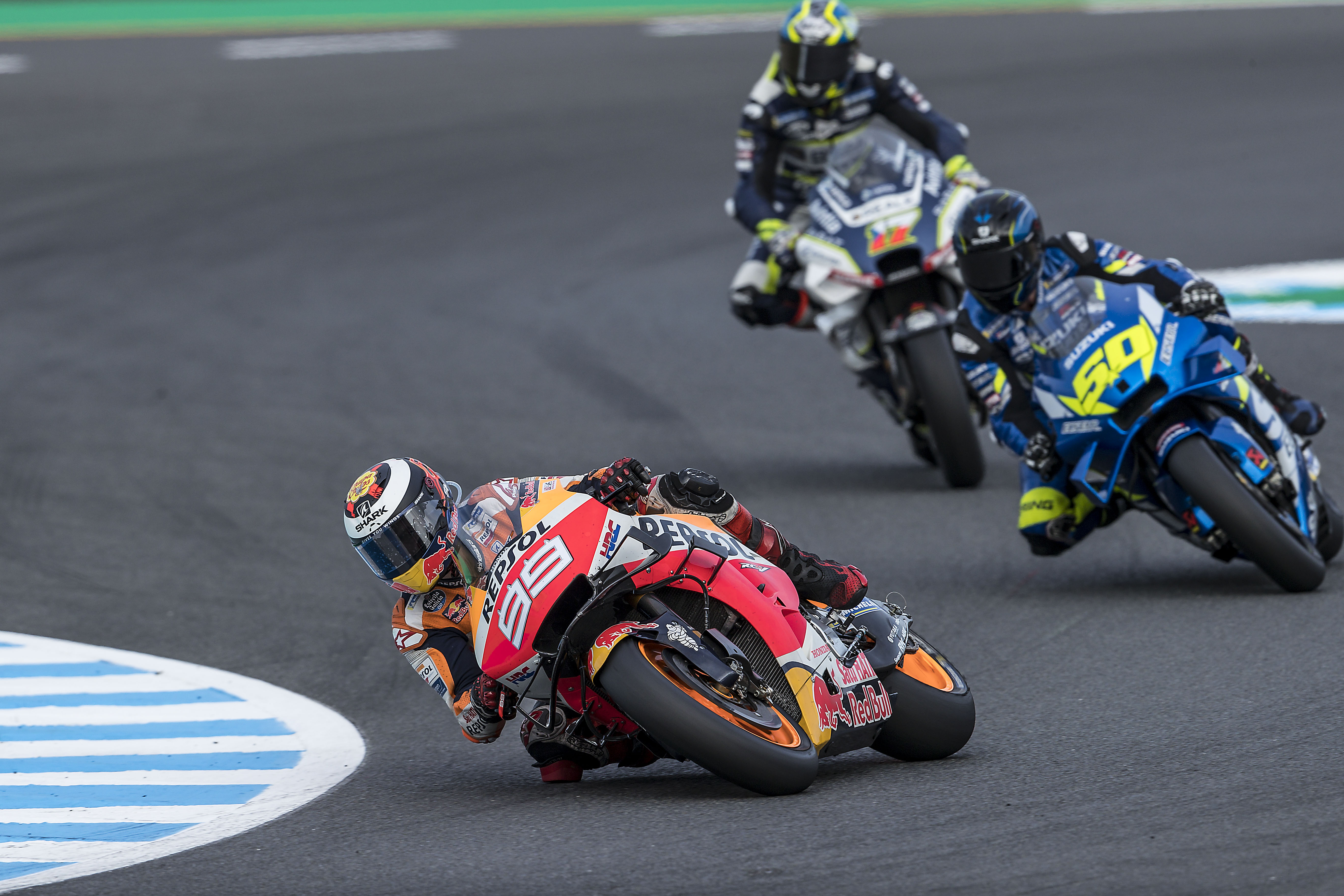
Guintoli darrere de Jorge Lorenzo a Motegi el 2019

El 2017 va passar al campionat britànic de Superbike amb una Suzuki GSX-R1000 de l'equip Hawk com a company d'equip de Taylor Mackenzie. Aquella temporada el van cridar per a substituir el lesionat Àlex Rins amb la Suzuki GSX-RR de MotoGP de l'equip Suzuki Ecstar durant els Grans Premis de França, Itàlia i Catalunya, on anotà un sol punt. També va participar en les dues darreres rondes del Campionat del Món de Superbike amb una Kawasaki ZX-10R de l'equip Puccetti Racing com a pilot de substitució, classificant-s'hi en la divuitena posició final.
El 2018, Guintoli va fer de pilot de proves de l'equip de MotoGP Suzuki Ecstar, competint com a wildcard als Grans Premis de Catalunya, República Txeca i Japó. El 2019 va córrer com a comodí a Catalunya, República Txeca i Japó i va substituir el lesionat Joan Mir a Silverstone. Va anotar 7 punts, acabant al vint-i-cinquè lloc del campionat.

### Resistència
El 2021 va guanyar el Campionat del Món de resistència en companyia de Xavier Siméon i Gregg Black després de guanyar, entre d'altres, les 24 Hores de Le Mans i el Bol d'Or. El 2023 va tornar a competir al Campionat del Món de resistència amb l'equip Yoshimura en companyia de Gregg Black i Etienne Masson, guanyant el seu segon Bol d'Or. Va continuar al Campionat del Món de Resistència el 2024, any en què va passar a BMW i va acabar-hi en tercer lloc tot fent equip amb Illia Mykhalchyk i Markus Reiterberger.

## Resultats al Mundial de motociclisme
Barem de puntuació de 1993 ençà:
| Posició | 1  | 2  | 3  | 4  | 5  | 6  | 7 | 8 | 9 | 10 | 11 | 12 | 13 | 14 | 15 |
| Punts   | 25 | 20 | 16 | 13 | 11 | 10 | 9 | 8 | 7 | 6  | 5  | 4  | 3  | 2  | 1  |

(Ids. Grans Premis | Llegenda) (Curses en negreta indiquen pole; curses en  itàlica indiquen volta ràpida)
| Any  | Categoria | Moto    | 1       | 2       | 3       | 4      | 5       | 6       | 7       | 8       | 9       | 10      | 11      | 12     | 13      | 14      | 15      | 16      | 17     | 18     | 19  | Pos | Pts |
| ---- | --------- | ------- | ------- | ------- | ------- | ------ | ------- | ------- | ------- | ------- | ------- | ------- | ------- | ------ | ------- | ------- | ------- | ------- | ------ | ------ | --- | --- | --- |
| 2000 | 250cc     | Honda   | RSA     | MAL     | JPN     | ESP    | FRA Ret | ITA     | CAT     | NED     | GBR     | GER     | CZE     | POR    | VAL     | BRA     | PAC     | AUS     |        |        |     | NC  | 0   |
| 2001 | 250cc     | Aprilia | JPN 15  | RSA 12  | ESP Ret | FRA 14 | ITA Ret | CAT 18  | NED 4   | GBR 7   | GER Ret | CZE 13  | POR Ret | VAL 16 | PAC 16  | AUS Ret | MAL 9   | BRA 11  |        |        |     | 14è | 44  |
| 2002 | MotoGP    | Yamaha  | JPN     | RSA     | ESP     | FRA    | ITA     | CAT     | NED     | GBR     | GER     | CZE 17  | POR     | BRA    | PAC     | MAL     | AUS     | VAL     |        |        |     | NC  | 0   |
| 2003 | 250cc     | Aprilia | JPN 10  | RSA 9   | ESP Ret | FRA 6  | ITA 5   | CAT 8   | NED 3   | GBR Ret | GER Ret | CZE 8   | POR 7   | BRA 4  | PAC Ret | MAL DNS | AUS Ret | VAL 4   |        |        |     | 10è | 101 |
| 2004 | 250cc     | Aprilia | RSA 15  | ESP Ret | FRA Ret | ITA 13 | CAT 7   | NED Ret | BRA 12  | GER 10  | GBR 10  | CZE Ret | POR Ret | JPN 19 | QAT 11  | MAL Ret | AUS 8   | VAL Ret |        |        |     | 14è | 42  |
| 2005 | 250cc     | Aprilia | ESP Ret | POR 8   | CHN 12  | FRA 9  | ITA Ret | CAT 8   | NED 12  | GBR 9   | GER 11  | CZE 10  | JPN 10  | MAL 9  | QAT 9   | AUS 10  | TUR 9   | VAL 14  |        |        |     | 10è | 84  |
| 2006 | 250cc     | Aprilia | ESP 9   | QAT 6   | TUR 6   | CHN 12 | FRA 9   | ITA 11  | CAT 8   | NED Ret | GBR 8   | GER 10  | CZE 9   | MAL 7  | AUS Ret | JPN Ret | POR 8   | VAL 10  |        |        |     | 9è  | 96  |
| 2007 | MotoGP    | Yamaha  | QAT 15  | ESP 15  | TUR 15  | CHN 13 | FRA 10  | ITA 14  | CAT 14  | GBR 16  | NED 14  | GER Ret | USA 13  | CZE 13 | SM 12   | POR 14  | JPN 4   | AUS 14  | MAL 19 | VAL 11 |     | 16è | 50  |
| 2008 | MotoGP    | Ducati  | QAT 15  | ESP 16  | POR 15  | CHN 15 | FRA 13  | ITA 11  | CAT 13  | GBR 13  | NED 10  | GER 6   | USA 12  | CZE 12 | SM 11   | IND 7   | JPN 14  | AUS 14  | MAL 13 | VAL 12 |     | 13è | 67  |
| 2011 | MotoGP    | Ducati  | QAT     | ESP     | POR     | FRA    | CAT     | GBR     | NED     | ITA     | GER 17  | USA     | CZE     | IND    | SM      | ARA     | JPN     | AUS     | MAL    | VAL    |     | NC  | 0   |
| 2017 | MotoGP    | Suzuki  | QAT     | ARG     | AME     | ESP    | FRA 15  | ITA 17  | CAT 17  | NED     | GER     | CZE     | AUT     | GBR    | SM      | ARA     | JPN     | AUS     | MAL    | VAL    |     | 27è | 1   |
| 2018 | MotoGP    | Suzuki  | QAT     | ARG     | AME     | ESP    | FRA     | ITA     | CAT Ret | NED     | GER     | CZE 19  | AUT     | GBR    | SM      | ARA     | THA     | JPN 21  | AUS    | MAL    | VAL | 31è | 0   |
| 2019 | MotoGP    | Suzuki  | QAT     | ARG     | AME     | ESP    | FRA     | ITA     | CAT 13  | NED     | GER     | CZE 20  | AUT     | GBR 12 | SM      | ARA     | THA     | JPN 20  | AUS    | MAL    | VAL | 25è | 7   |

## Resultats al Mundial de Superbike
Barem de puntuació de 1993 ençà:
| Posició         | 1  | 2  | 3  | 4  | 5  | 6  | 7 | 8 | 9 | 10                   | 11                   | 12                   | 13                   | 14                   | 15                   |                      |
| Curses 1 i 2    | 25 | 20 | 16 | 13 | 11 | 10 | 9 | 8 | 7 | 6                    | 5                    | 4                    | 3                    | 2                    | 1                    |                      |
| Cursa Superpole | 12 | 9  | 7  | 6  | 5  | 4  | 3 | 2 | 1 | [ Nota Superpole 1 ] | [ Nota Superpole 1 ] | [ Nota Superpole 1 ] | [ Nota Superpole 1 ] | [ Nota Superpole 1 ] | [ Nota Superpole 1 ] | [ Nota Superpole 1 ] |

1. ↑  La cursa Superpole va ser introduïda la temporada del 2019

(Ids. Rondes | Llegenda) (Curses en negreta indiquen pole; curses en  itàlica indiquen volta ràpida)
| Any  | Moto     | 1       | 1       | 2       | 2      | 3       | 3       | 4       | 4       | 5       | 5       | 6      | 6      | 7       | 7       | 8      | 8      | 9     | 9       | 10     | 10    | 11      | 11     | 12    | 12     | 13      | 13    | 14     | 14      | Pos. | Pts   |
| Any  | Moto     | C1      | C2      | C1      | C2     | C1      | C2      | C1      | C2      | C1      | C2      | C1     | C2     | C1      | C2      | C1     | C2     | C1    | C2      | C1     | C2    | C1      | C2     | C1    | C2     | C1      | C2    | C1     | C2      | Pos. | Pts   |
| ---- | -------- | ------- | ------- | ------- | ------ | ------- | ------- | ------- | ------- | ------- | ------- | ------ | ------ | ------- | ------- | ------ | ------ | ----- | ------- | ------ | ----- | ------- | ------ | ----- | ------ | ------- | ----- | ------ | ------- | ---- | ----- |
| 2009 | Suzuki   | AUS     | AUS     | QAT     | QAT    | SPA     | SPA     | NED     | NED     | ITA     | ITA     | RSA    | RSA    | USA     | USA     | SMR    | SMR    | GBR   | GBR     | CZE    | CZE   | GER     | GER    | ITA   | ITA    | FRA     | FRA   | POR 10 | POR Ret | 33è  | 6     |
| 2010 | Suzuki   | AUS 6   | AUS 4   | POR 13  | POR 9  | SPA 9   | SPA 6   | NED 14  | NED 13  | ITA 10  | ITA 7   | RSA 10 | RSA 15 | USA 8   | USA 6   | SMR 5  | SMR 6  | CZE 6 | CZE 7   | GBR 12 | GBR 7 | GER 8   | GER 6  | ITA 9 | ITA 8  | FRA DSQ | FRA 4 |        |         | 7è   | 197   |
| 2011 | Ducati   | AUS Ret | AUS DNS | EUR 11  | EUR 11 | NED Ret | NED 10  | ITA 12  | ITA 7   | USA 3   | USA 7   | SMR 7  | SMR 7  | SPA 11  | SPA 11  | CZE 20 | CZE 9  | GBR 6 | GBR 6   | GER 6  | GER 2 | ITA 6   | ITA 7  | FRA 6 | FRA 5  | POR 2   | POR 5 |        |         | 6è   | 210   |
| 2012 | Ducati   | AUS 3   | AUS Ret | ITA Ret | ITA 11 | NED 1   | NED 2   | ITA C   | ITA Ret | EUR 8   | EUR 5   | USA 12 | USA 10 | SMR 8   | SMR Ret | SPA 12 | SPA 13 | CZE   | CZE     | GBR 16 | GBR 1 | RUS Ret | RUS 11 | GER 6 | GER 10 | POR 3   | POR 4 | FRA 1  | FRA 3   | 7è   | 213.5 |
| 2013 | Aprilia  | AUS 1   | AUS 2   | SPA 2   | SPA 2  | NED 3   | NED 6   | ITA 4   | ITA 4   | GBR 3   | GBR 2   | POR 2  | POR 2  | ITA Ret | ITA 3   | RUS 6  | RUS C  | GBR 4 | GBR 6   | GER 4  | GER 5 | TUR 4   | TUR 3  | USA 5 | USA 5  | FRA 2   | FRA 3 | SPA 4  | SPA 3   | 3r   | 402   |
| 2014 | Aprilia  | AUS 3   | AUS 1   | SPA 6   | SPA 4  | NED 1   | NED 9   | ITA 5   | ITA 3   | GBR 7   | GBR 3   | MAL 2  | MAL 2  | SMR 5   | SMR 4   | POR 2  | POR 7  | USA 2 | USA 2   | SPA 2  | SPA 2 | FRA 1   | FRA 2  | QAT 1 | QAT 1  |         |       |        |         | 1r   | 416   |
| 2015 | Honda    | AUS 7   | AUS 5   | THA 5   | THA 6  | SPA 9   | SPA Ret | NED 8   | NED 7   | ITA 8   | ITA Ret | GBR 8  | GBR 8  | POR 5   | POR 6   | SMR 9  | SMR 9  | USA 7 | USA Ret | MAL 4  | MAL 4 | SPA 10  | SPA 9  | FRA 3 | FRA 6  | QAT 10  | QAT 5 |        |         | 6è   | 218   |
| 2016 | Yamaha   | AUS 6   | AUS 5   | THA 7   | THA 6  | SPA 9   | SPA 10  | NED Ret | NED 11  | ITA DNS | ITA DNS | MAL    | MAL    | GBR     | GBR     | ITA    | ITA    | USA   | USA     | GER 9  | GER 5 | FRA 9   | FRA 8  | SPA 6 | SPA 5  | QAT 3   | QAT 4 |        |         | 11è  | 141   |
| 2017 | Kawasaki | AUS     | AUS     | THA     | THA    | SPA     | SPA     | NED     | NED     | ITA     | ITA     | GBR    | GBR    | ITA     | ITA     | USA    | USA    | GER   | GER     | POR    | POR   | FRA     | FRA    | SPA 6 | SPA 8  | QAT 8   | QAT 8 |        |         | 18è  | 34    |